# Stepan Pavlovič Danilov
Stepan Pavlovič Danilov (rusko Степан Павлович Данилов), sovjetski častnik, vojaški pilot, letalski as in heroj Sovjetske zveze, * 15. december 1909, † 24. maj 1945.
Med vojaško kariero je dosegel 11 samostojnih zračnih zmag.